# Poeci umierają
Poeci umierają – singel zwiastujący album zespołu T.Love, Old Is Gold, z 2012 roku.

## Notowania
| Lista                              | Pozycja |
| ---------------------------------- | ------- |
| Lista Przebojów Programu Trzeciego | 21      |
| Lista Przebojów UWUEMKA            | 10      |

## Teledysk
Scenariusz do wideoklipu i reżyserię wykonał Jacek Kościuszko. Premiera w serwisie YouTube odbyła się 9 września 2012 roku.